# Mycaranthes schistoloba
Mycaranthes schistoloba là một loài thực vật có hoa trong họ Lan. Loài này được (Schltr.) Rauschert mô tả khoa học đầu tiên năm 1983.